# 31-й мотострелковый полк «Башкортостан»
31-й мотострелковый полк «Башкортостан» (баш. «Башҡортостан» мотоуҡсылар полкы) — тактическое формирование Сухопутных войск Российской Федерации. Находится в составе 67-й мотострелковой дивизии. Сформирован в 2023 году из добровольцев Республики Башкортостан для участия во вторжении на Украину.

## История
В начале 2023 года поступила инициатива ветеранов и участников боевых действий Башкортостана по созданию добровольческих боевых подразделений. На оперативном совещании в Центре управления республикой 10 апреля 2023 Глава Башкортостана Радий Фаритович Хабиров заявил о поддержке инициативы и предложил создать именной мотострелковый полк. К 23 июня 2023 года полк был сформирован. 29 июня 2023 года Радий Хабиров вручил полку его боевое знамя. Полк проходил боевое слаживание в Самарской области, занимаясь  тактической и огневой подготовкой. Добровольческий мотострелковый полк «Башкортостан» по командованием Романа Мустафина вошёл в состав 67-й мотострелковой дивизии под командованием полковника Зульфата Нигматзянова.
С сентября 2023 31-й мотострелковый полк «Башкортостан» принимает участие во вторжении России на Украину.

## Состав
- управление
- мотострелковый батальон имени Даяна Мурзина[8]
- мотострелковый батальон имени Героя Советского Союза Тагира Кусимова
- мотострелковый батальон имени Героя Советского Союза Миннигали Губайдуллина[9]
- танковый батальон имени Героя Советского Союза Сергея Зорина
- артиллерийский дивизион имени Мугина Нагаева
- штурмовая рота имени Гази Загитова
- стрелковая рота (снайперов) имени Ахата Ахметьянова
- разведывательная рота имени партизанского командира Вафы Ахмадуллина
- зенитная артиллерийская батарея имени Шарифа Сулейманова
- реактивная артиллерийская батарея имени Героя Советского Союза Алексея Сухорукова
- медицинская рота имени Ахмета Давлетова
- рота материального обеспечения
- ремонтная рота
- подразделение БЛА «Айгир»[2]